# Нийкоте
Нийко́те (ингуш. Нийко́атӏе) — средневековый башенный город-поселение в Ингушетии. Расположен в Джейрахском районе. Ныне покинутый населённый пункт, административно входит в сельское поселение Гули. Исторически относится к двум ингушским тайпам Евлой и Сайнарой.
На территории города-поселения Нийкоте имеется множество исторических объектов средневековой ингушской архитектуры: 1 боевая башня (вӀов) и 6 жилых башен (гӀала), а также 1 склеповый могильник и 3 мавзолея. В настоящее время данные объекты и вся территория поселения входят в Джейрахско-Ассинский государственный историко-архитектурный и природный музей-заповедник и находятся под охраной государства.

## История
Согласно «Списку населённых местностей Военно-Осетинского округа» 1859 года в селении Нуй-Кот число дворов — 6, наличное число жителей: мужчин — 25, женщин — 24. По данным 1874 года: домов — 7, мужчин — 22, женщин — 21. По данным «Статистических таблиц населённых мест Терской области» 1890 года в селении Никоты общее число дворов — 5, мужчин — 28, женщин — 24, всего — 53.
С южной стороны непосредственно к поселку Нийкоте примыкала длинная и высокая позднесредневековая каменная заградительная стена с широкими запирающимися арочными воротами. У последних постоянно находилась хорошо вооружённая стража (поровну от Евлоевых и Сейнароевых), контролирующая местный участок важной торгово-транспортной военной магистрали (то есть «Дорогу ингушей»), взимающая за проход определённую плату (порохом, пулями, тканями, металлами и пр.). В стене были сделаны специально боевые площадки, оборонительные ниши, бойницы для стрельбы и наблюдения, оконные проёмы. Сверху на стене были уложены насухо крупные камни, которые обычно сбрасывались на штурмующих. Толщина стены у основания — 0,55 м. В высоту она достигала — 4 м. Сложена стена была аккуратно на известковом растворе.